# Macdonald Carey
Edward Macdonald Carey (ur. 15 marca 1913 w Sioux City, zm. 21 marca 1994 w Beverly Hills) – amerykański aktor i piosenkarz. Odtwórca roli patriarchy doktora Toma Hortona w operze mydlanej NBC Dni naszego życia (1965–1994).
8 lutego 1960 otrzymał gwiazdę w Alei Gwiazd w Los Angeles znajdującą się przy 6536 Hollywood Boulevard.

## Życiorys
Urodził się w Sioux City w stanie Iowa. W 1935 ukończył studia na Uniwersytecie Iowa z tytułem licencjata. Przez rok studiował na University of Wisconsin-Madison, gdzie był członkiem Alpha Delta Phi. Związał się ze szkołą teatralną na Uniwersytecie Iowa i postanowił zostać aktorem.
Występował z Globe Players. W 1937 zaczął pracować w radiu NBC w Chicago, grając Dicka Grosvenora w telenoweli Stella Dallas i Ridgewaya Tearle w słuchowisku Druga żona Jana. Wkrótce przeniósł się do Nowego Jorku. W 1941 wystąpił na Broadwayu jako Charley Johnson w komedii muzycznej Lady in the Dark u boku Danny’ego Kaye’a i Victora Mature. Debiutował na ekranie w filmie muzycznym Star Spangled Rhythm (1942). Kariera Careya zyskała na sile, gdy Alfred Hitchcock zaangażował go do roli detektywa Jacka Grahama w dramacie kryminalnym Cień wątpliwości (1943) z Teresą Wright i Josephem Cottenem. Wkrótce zaciągnął się do United States Marine Corps.
Od 8 listopada 1965 do 9 lutego 1994 grał postać doktora Toma Hortona w operze mydlanej NBC Dni naszego życia.
Zmarł 21 marca 1994 w Beverly Hills w wieku 81 lat na raka płuc.

## Wybrana filmografia

### Filmy
- 1942: Star Spangled Rhythm jako Louie Lug w Skit
- 1943: Cień wątpliwości jako detektyw Jack Graham
- 1958: Man or Gun jako  'Maybe' Smith / Scott Yancey
- 1980: Amerykański żigolak jako hollywoodzki aktor

### Seriale
- 1959: Alfred Hitchcock przedstawia jako profesor
- 1962: Spotkanie z Alfredem Hitchcockiem jako John Mitchell
- 1963: Prawo Burke’a jako Ben Gardner
- 1964: Prawo Burke’a jako Franklyn Warren / Burl Mason
- 1965–1994: Dni naszego życia jako dr Tom Horton
- 1967: Ożeniłem się z czarownicą jako Joe Baxter
- 1977: Korzenie jako Squire James
- 1986: Napisała: Morderstwo – odc. Trial by Error jako adwokat obrony Oscar Ramsey
- 1987: Napisała: Morderstwo – odc. Trouble in Eden jako dr Lynch